# Jens Nielsen (politiker, 1818-1893)
 For alternative betydninger, se Jens Nielsen. (Se også artikler, som begynder med Jens Nielsen)
Jens Nielsen (født 11. oktober 1818 i Store Havelse, død 3. oktober 1893 på Petershvile) var en dansk gårdejer og politiker.
Nielsen var søn af gårdejer Niels Nielsen. Han bestyrede sin fars gård indtil han købte proprietærgården Petershvile i Annisse Sogn ved Frederiksværk omkring 1847. Han boede på Petershvile til sin død i 1893.
Han var medlem af sogneforstanderskabet og fra 1856 medlem af amtsrådet i Frederiksborg Amt. Han virkede desuden som taksationsmand i en kreditforening og direktør i en lokal sparekasse.
Han var medlem af Folketinget valgt i Frederiksborg Amts 4. valgkreds (Frederiksværkkredsen) fra 27. maj 1853 til 14. juni 1855, fra 14, juni 1858 til til 7. juni 1864 og fra 4. juni 1866 til 12. oktober 1866. Tidligere havde han også stillet op til folketingsvalgene i 1849 og februar 1853, men tabte til kultusminister Madvig i Frederiksværkkredsen i 1849 og til overlærer Ostermann i Hillerødkredsen i 1853. Han tabte også ved folketingsvalgene i 1855, 1864 og oktober 1864 og stillede ikke op igen. Han var medlem af Rigsrådets Folketing 1864-1866.
Nielsen blev udnævnt til ridder af Dannebrog i 1893.